# Долина лавин
Долина лавин — драма 2001 року.

## Сюжет
Прагнучи привернути увагу до свого гірськолижного курорту, колишній олімпієць Рік влаштовує чемпіонат з екстремальних видів спорту, але потім йому доводиться закрити всі траси і круті схили через загрозу сходження лавин..